# Alacantí
L'Alacantí (traducibile con zona di Alicante o "Alicantese") è una delle 34 comarche della Comunità Valenciana, con una popolazione di 443 261 abitanti in maggioranza di lingua castigliana; suo capoluogo è la città di Alicante, dalla quale ha preso il nome.
Amministrativamente fa parte della provincia di Alicante, che comprende 9 comarche.